# 久米島航空通信施設
久米島航空通信施設（くめじまこうくうつうしんしせつ）は、沖縄県島尻郡久米島町にあった米軍基地（施設番号 FAC6279）。1972年から翌年にかけて航空自衛隊に移管され、現在は空自那覇基地久米島分屯基地となっている。現在、久米島分屯基地の一画が米軍の管制施設として共同使用されている。また久米島の東部には米軍の久米島射爆撃場があり、こちらは米軍の空対地射爆撃場として使用されている。

## 概要
1950年頃から1973年までの間、久米島北部の宇江城岳の山頂周辺と南海岸からの侵入道路と港湾が米軍の通信施設として使用された。近くに宇江城城跡があり、また周辺の山林地帯は、久米島町の貴重な水源である白瀬川の集水域となっている。1973年に航空自衛隊への移管が完了した。1975年から久米島分屯地内の一部区域が鳥島射爆撃場の管制施設として米軍に提供されている。
- 場所：具志川村、仲里村
- 面積：約 230,700 ㎡ (1972年時)
- 機能：航空警戒管制サイト
- 施設：事務所、宿舎、倉庫、送受信所
- 工作物：進入道路、軍港、通信用レーダー

## 沿革

### 日本海軍 通信隊基地
1943年、上田森（上江洲）に海軍根拠地隊通信隊が結成される。翌年、隊長として鹿山正兵曹長が来島。久米島北部の宇江城岳、通称ウフクビリ山に、住民を動員して通信施設や兵舎、また防空壕が構築された。終戦後も久米島で住民20名におよぶ虐殺をくりかえし (久米島守備隊住民虐殺事件) 、住民から「山の兵隊」と呼ばれていた鹿山隊は南側の上江洲の壕に潜伏していた。鹿山隊は1945年9月7日に投降した。

### 米軍基地 久米島航空通信施設
1945年、米軍の沖縄占領と同時に、宇江城岳にあった通信隊の施設や兵舎跡などが軍用地として接収される。
1949年頃から施設や宿舎、進入道路、軍港と通信用のレーダーが建設される。
1971年 - 約 45,000㎡を返還。
1972年11月2日 - 約2,000㎡が返還、自衛隊に移管される。
1973年5月14日 - 232,000㎡が返還、自衛隊に移管される。

### 航空自衛隊 久米島分屯基地
1973年5月20日 - 米軍のレーダーサイトを防衛庁が買いとり、航空自衛隊久米島分屯基地に第54警戒群が新編される。1975年からは同分屯基地の施設及び管理地域、レーダー地区、ヘリポート等の一部が、鳥島射爆撃場の施設名で米軍の一時使用施設として提供されている。
- 管理基地: 航空自衛隊那覇基地
- 使用部隊: 南西航空警戒管制隊第54警戒隊
- 使用目的:防空警戒管制施設
- 面積: 218,000㎡

久米島分屯基地仲泊宿舎
- 場所: 久米島町字仲泊
- 面積: 6,000㎡

#### 米軍共同使用の状況
1975年9月19日 - 地位協定第2条第4項(b)に基づき、久米島分屯基地の建物約 3,100 ㎡ が鳥島射爆撃場の管制施設として提供される。その後、1982年に追加提供され今に至る。
- 共同使用: 米空軍第18航空団
- 使用目的: 鳥島射爆撃場 管制施設
- 使用面積: 430㎡